# یونس بشیر
یونس بشیر (ایتالیایی: Jonis Bascir؛ زادهٔ ۱۷ سپتامبر ۱۹۶۰) بازیگر و موسیقی‌دان اهل سومالی و ایتالیا است.
او فرزند «مُحدین حاجی بشیر» است و در شهر رم زاده شد و مادرش ایتالیایی است.
از فیلم‌ها یا سریال‌هایی که وی در آن‌ها نقش داشته است، می‌توان به تاجر سنگ، نجیب و بدجنس، یک پزشک در خانواده و صبح بخیر پدر اشاره نمود.